# Wedge Tomb von Breastagh

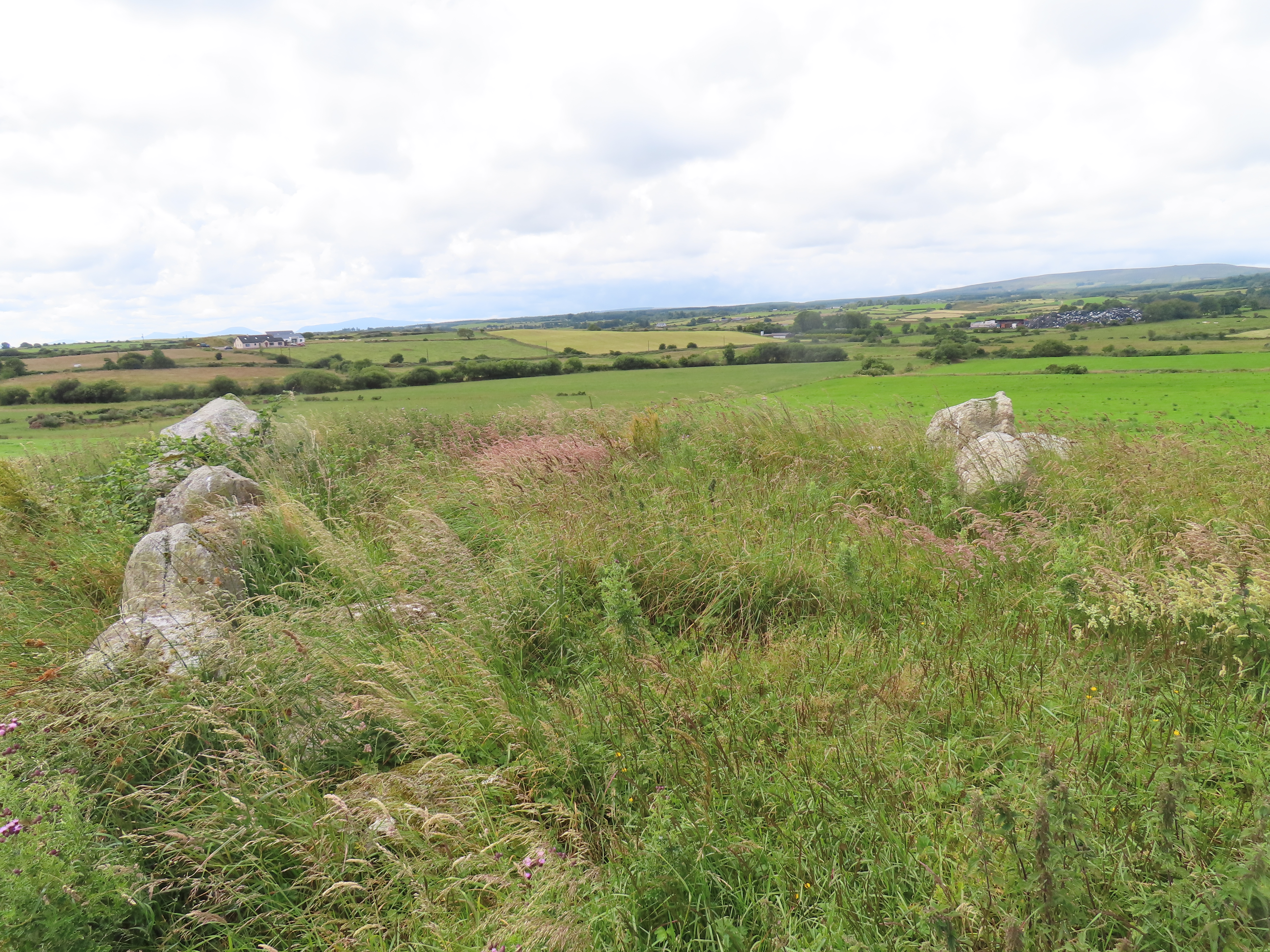
Breastagh Wedge Tomb

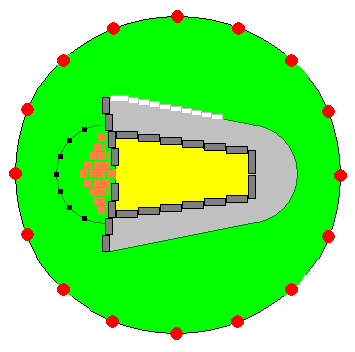
Prinzipskizze Wedge Tomb am Beispiel des Wedge Tomb von Island

Das zwischen 4000 und 2500 v. Chr. in der Jungsteinzeit errichtete Wedge Tomb von Breastagh (irisch Bréisteach) liegt etwa 500 Meter nördlich vom Oghamstein von Breastagh und nördlich von Killala (irisch Cill Ala) im County Mayo in Irland. Es handelt sich und die wenigen Reste eines ziemlich großen Wedge Tombs ähnlich dem viel kleineren, nahe gelegenen Wedge Tomb von Rathfranpark. Wedge Tombs (dt.: „Keilgräber“), früher auch „wedge-shaped gallery grave“ genannt, sind doppelwandige, ganglose, mehrheitlich ungegliederte Megalithbauten der späten Jungsteinzeit und der frühen Bronzezeit.
Das Nordost-Südwest orientierte Wedge Tomb besteht aus den Resten der beiden seitlichen Galeriewände. Die Südwand ist etwa 7,0 m lang und besteht aus sieben Steinen, die in der Höhe von 1,6 m im Westen auf 1,0 m im Osten abnehmen. Außerhalb der Galerie liegen sechs 1,5 bis 0,6 m hohe Steine, die zum Außenwall gehören. Auf der Nordseite blieben nur drei Steine in situ. Ein 0,6 m hoher Fassadenstein liegt im Südwesten und die gesamte Struktur befindet sich in der Mitte eines niedrigen Hügels.